# Северскодонецкий заказник
Северскодонецкий заказник (укр. Сіверськдонецький заказник) — ландшафтный заказник местного значения площадью 2 531,0 га, образованный в 2001 году на территории Волчанского района Харьковской области Украины.
Создан для охраны сухих байрачных лесов на тяжёлых меловых грунтах.
Ответственным за природоохрану заказника является Волчанский гослесхоз.

## Описание
Северскодонецкий ландшафтный заказник местного значения расположен на участках 1-39, 43-46 Чайковского лесничеств Волчанского района Харьковской области Украины.

## Биосфера

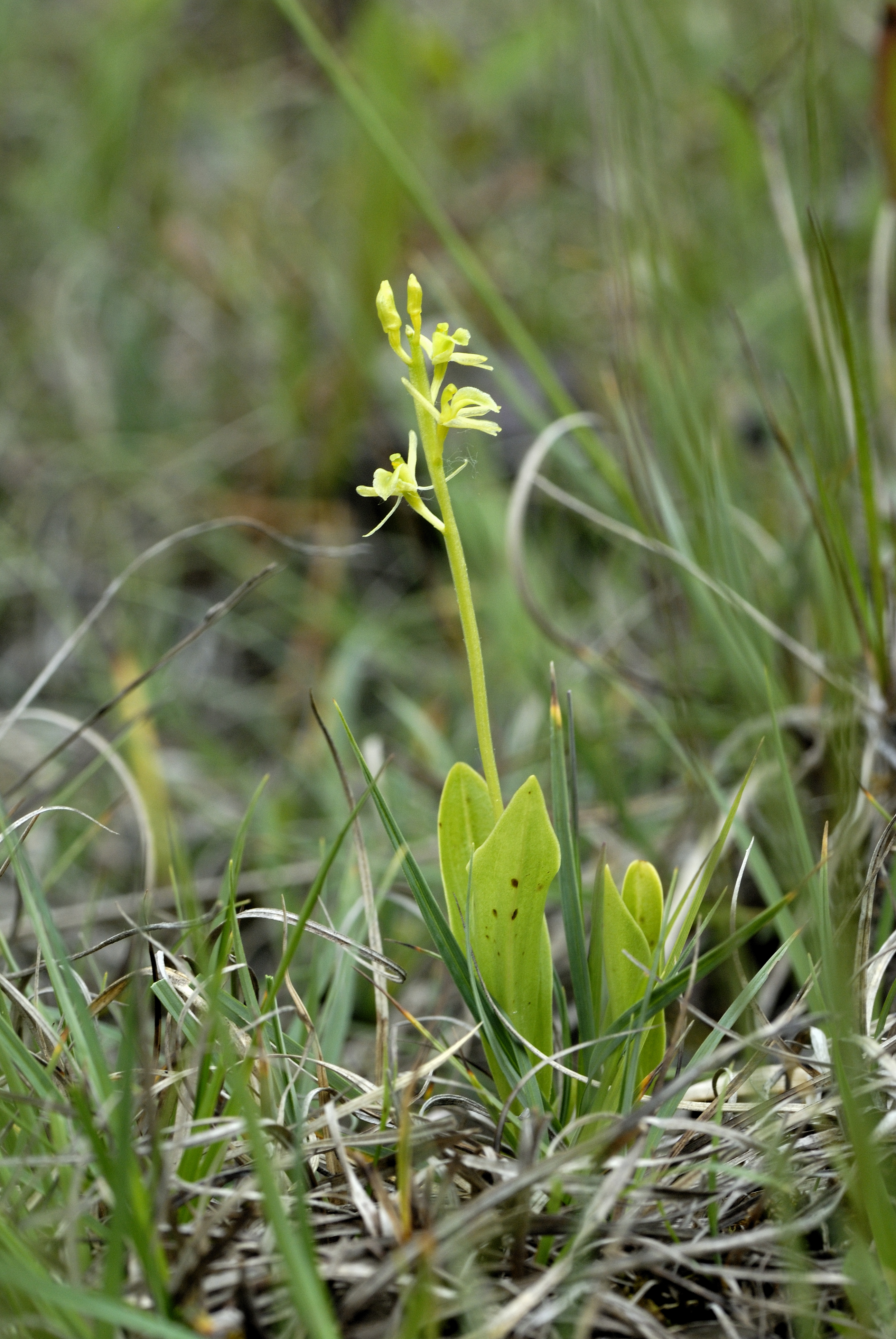
Лосняк Лёзеля

Территория заказника покрыта сухим байрачным лесом на плакорных участках и склонах коренного берега реки Вольчя, который представляет научный интерес для экологических исследований и изучение закономерностей роста древостоев, произрастающих на карбонатных тяжёлых почвах — на мелу.
Насаждения защищают берега реки от эрозии.
В составе насаждений распространены дуб обыкновенный ранней фенологических формы; ясень обыкновенный; клёны: полевой, остролистный, татарский; вязы: граболистий, пробковый; липа сердцелистная; груша обыкновенная, яблоня лесная и кустарники: тёрн, крушина слабительная, лещина обыкновенная, бузина чёрная, бирючина обыкновенная, бересклет европейский, бересклет бородавчатый, свидина кровяная.
Некоторые виды, обитающие в Северскодонецком заказнике, включены в совместную программу Европейского Союза и Совета Европы «Изумрудная сеть природоохранных участков» (англ. EU/CoE Joint Programme «Emerald Network of Nature Protection sites»).
К охраняемым в рамках «Изумрудной сети» видам, обитающим на территории Северскодонецкого заказника, относятся:
| - Высшие растения: лосняк Лёзеля. - Птицы: чёрный коршун, кобчик. дербник, коростель, козодой, сизоворонка, ястребиная славка, обыкновенный жулан, чернолобый сорокопут, садовая овсянка. - Рыбы: жерех, обыкновенная щиповка, шемая каспийская, переднеазиатская щиповка, белопёрый пескарь днепровский вида Gobio albipinnatus, обыкновенный горчак. - Млекопитающие: обыкновенный бобр, выдра, европейская норка. - Земноводные: краснобрюхая жерлянка, европейская болотная черепаха, степная гадюка. - Беспозвоночные: медведица четырёхточечная, червонец непарный, усач большой дубовый, красная плоскотелка, жук-олень. |